# Cocoon (chanson de Björk)
Pour les articles homonymes, voir Cocoon.
Singles de Björk
Pagan Poetry
(2001) It's in Our Hands
(2002)
Pistes de Vespertine
Hidden Place
(1) It's Not Up to You
(3)
Cocoon est une chanson de l'artiste islandaise Björk, c'est le troisième et dernier single issu de son quatrième album Vespertine. Cette chanson fut écrite par Björk, Thomas Knak et mixé par Mark "Spike" Stent.

## Clip vidéo
Le clip était presque aussi controversé que le précédent qui a été réalisé pour la chanson Pagan Poetry. Il a été dirigé par Eiko Ishioka. Celui-ci montre Björk entièrement nue avec une coiffure faisant penser à celles des geishas. Des fils rouges sortent de ses tétons, qui finissent par former un cocon autour d'elle. Comme le clip de Pagan Poetry, celui-ci a été banni du prime-time de MTV.

## Listes des pistes

### CD1
1. Cocoon – 4:30
2. Pagan Poetry (Music Box) – 3:00
3. Sun in My Mouth (Recomposée par Ensemble) – 3:10

### CD2
1. Cocoon (radio edit) – 3:34
2. Aurora (Music Box) – 1:08
3. Amphibian – 4:35

### DVD
1. Cocoon
2. Pagan Poetry (Music Box)
3. Sun in My Mouth (Recomposée par Ensemble)